# Esther Pissarro
Pour les articles homonymes, voir Pissarro.
Esther Pissarro, née Esther Bensusan (1870 — 1951) est une graveuse sur bois, designer et imprimeuse britannique.

## Biographie
Esther Levi Bensusan naît le 12 novembre 1870, fille d'un marchand juif londonien.
Elle étudie et a étudié à l'école d'art de Crystal Palace (en).
Esther rencontre pour la première fois l'artiste français Lucien Pissarro (1863-1944, fils du peintre impressionniste Camille Pissarro) lors de la première visite de celui-ci à Londres en 1883. Ils se marient le 10 août 1892, s'installent à Epping, et ont une fille, la future artiste Orovida Camille Pissarro (1893-1968). En 1894, inspirés par la Kelmscott Press de William Morris, Esther et Lucien Pissarro créent la private press Eragny Press, qui produit des livres illustrés de gravures sur bois « de grande qualité »,. Esther participe à la création de gravures sur bois à partir des dessins de Lucien,. Elle devient une illustratrice de premier plan à l'apogée du mouvement Arts and Crafts en Angleterre.
À la mort de Lucien en 1944, elle lègue les volumineuses archives familiales à l'Ashmolean Museum.
Esther Pissarro meurt le 20 novembre 1951.
Les œuvres d'Esther et de Lucien Pissarro sont notamment conservées à la Tate et à la Royal Academy of Arts.